# 有機物質

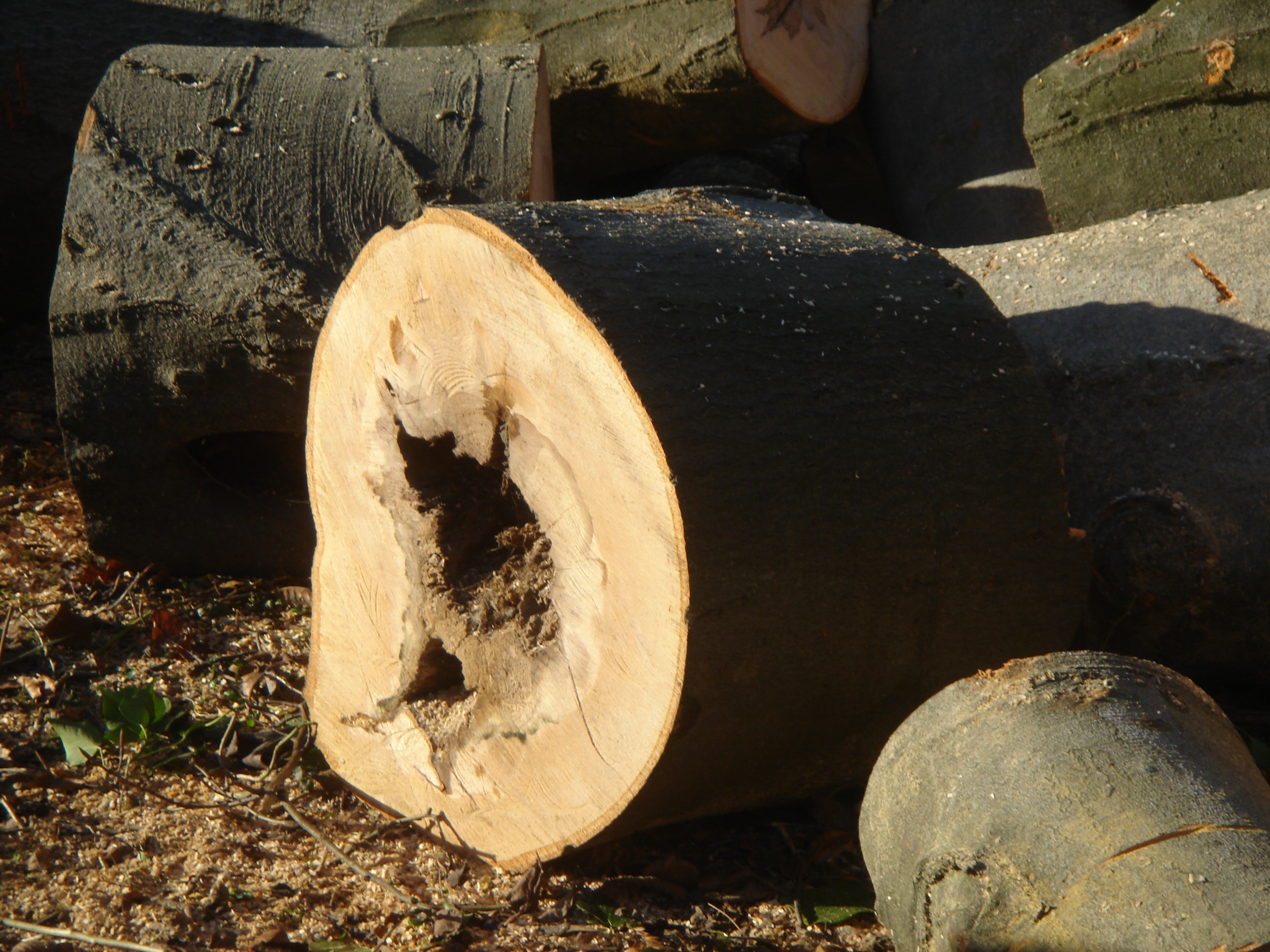
木材是一种有机物质

有機物質（organic matter/material）簡稱有機質，是由有機化合物所組成且來自曾經生活過的生物體，如動植物在環境中產生的代謝廢物和遺體，其基本結構是由纖維素、單寧、角質、木質素和不同的蛋白質、脂質和醣類組成。這些營養物質的流動在環境中是很重要的，也扮演著水循環中的一個角色。

## 形成
所有的生物都是由有機化合物組成。在生活中，他們排泄或分泌的有機物質會進入土壤，像是糞便。而像葉子或是根之類的有機體死亡後，會被細菌或真菌的分解掉。像是已經被破壞的部分可經由聚合反應形成較大的有機物質。天然的有機物可是相差非常多，取決於他的起源、轉型模式、年齡和生存環境，因此不同的生活環境會導致不同的生物化學作用。

## 自然生態系統的功能
現在的有機物質是經由自然生態系統而來的。經由降解和反應，它們可以經由水的流動將使它們進入水的主流或是土壤。有機物質形成的分子通常會包含很多營養物，因為它們通常會經過土壤和水。而它們會提供營養物給活的動物和植物。有機物質的作用就像是緩衝液，在水溶液中會維持一個較低的酸性ph值，也可以當作中和酸雨的重要物質。

## 來源週期
大部分土壤中的有機物質是來自地下水，當地下水滲透到它周圍的土壤或沉積物時，有機物質可以在不同的相之間自由移動。地下水有自己的天然有機物來源：
- 有機物質的沉積、堆積像是油母頁岩和煤
- 土壤和沉積物中的有機質
- 有機物質滲透進入河流、湖泊和海洋系統"[8]

注意其中一項地下水有機物質來源土壤有機物質和沉積有機物質。
進入土壤的方法主要是靠地下水，但有機物質也會經由土壤進入地下水。大多數湖中、河中和地表水所含的有機質是來自水中腐壞的物質或是周圍的陸地。然而有機物質可以經由流入或流出的水進入土壤或沉積物中，在土壤中一樣也可以。

### 週期的重要性
有機物質利用不同的相(土壤、沉積物、水和地下水)在環境中移動，這樣的移動創造了一個週期。物質分解成有機物質，經由水流或土壤自由散播到不同的相中。

## 土壤有機物質
土壤中的有機物質主要來源是動物和植物。例如森林中地面上的枯枝落葉或是木材，這些都通常都被稱為有機質。當它們被分解而不能再被辨識時稱為土壤有機質。 當有機物質繼續被分解成一個穩定的物質，這個物質稱為腐殖質。因此土壤有機物質是由土壤中所有的有機物質除了不會腐爛的物質。其中一項腐殖質的優點就是能保存水分和養分，因此可以給予植物生長的能力。另一個優點是能使腐殖質的土壤黏再一起，使線蟲和細菌能夠很容易的分解土壤中的養分。有一些方法能讓腐植質的量迅速產生。結合堆肥、動物或植物的遺體/代謝廢物或土壤中的綠肥作物可以增加土壤中腐殖質的量。
1. 堆肥：分解有機物質
2. 植物和動物遺體和代謝廢物：死掉的植物或是植物廢物像是樹葉和灌木或是動物糞便
3. 綠肥作物：植物或植物的材料被種植來用作單一目的 被用來加入肥料

這三種物質提供線蟲和細菌營養物質使它們茁壯和製造更多腐殖質提供植物更多的營養去生存和成長。

## 分解
一種有機物質合適的定義是一些生物物質經由分解或腐爛而產生的，如腐殖質。以微觀的角度看生物物質在衰變的過程中稱為有機化合物。土壤分子分解的主要過程是靠真菌或細菌的酵素催化來幫忙。如果細菌和真菌不存在於地球上，分解的過程就會變得非常慢。

## 有機化學
有機物質的測量一般只測量有機化合物和碳，是個大約的階級關於曾經存活過得或是以分解的物質。一些對有機物質的定義指考慮它的含碳量或是有機化合物，而不會考慮它的來源或是分解後的物質。在這個意義上，不是所有的有機化合物都是由活著的有機體和它們留下的有機質所產生。舉例來說，蚌殼，它的含碳量不高，所以在意義上不被考慮為有機物質。相反的，尿素不具有生命但卻是合成許多有機化合物的材料之一。
目前對於自然有機質的了解很少。科學家無法將它結晶化。這一點很重要，因為如果可以將這個物質結晶化，便可以將它分離並用X光晶體學來研究。這個方法是測量未知化合物的標準。有機物質的特色是沒有一定的已知結構也沒有一定的特色。最好的方法去辨識有機物質就是去找出這個物質的化學、物理和熱力學性質。目前的分析技術只能利用這種方法去得知。科學家們唯一得知的信息就是有機物質具有異質性而且是很複雜的。一般來說，有機物質以重量來計是：
- 45%-55%的碳
- 35-45%的氧
- 3-5%的氫
- 1-4%的氮

這些化合物的重量變化很大從200-20000amu都有，取決於它們是否重複聚合。同樣重要的是要知道苯環是由10-35%的碳形成的。這些環由於有共振結構所以非常穩定，它們的結構是非常難破壞的。苯環也很容易受到拉電子物質和推電子物質的親核或親電攻擊影響，這也解釋了為什麼聚合能產生更大的有機物質。
也有些有機物質和其他物質在土壤中反應產生從未產生的化合物。不幸的是，這種物質是非常難辨識的，因為對這種天然有機物質的了解還非常少。目前正在研究找出更多這種新的化合物而它們是如何形成的。

## 水中的有機物

### 水的淨化
天然有機物質的能力可以幫助水保存在土壤中是目前水淨化的方法。在水中，有機物質可以結合金屬離子或礦物質。這些結合的分子不是必須在純化的過程中停止的，但不能引起人類、動物和植物的傷害。然而，因為有機物質的高度反應性，不包含營養務的副產物也能被製成。副產物是很大的，而會引起生物汙染，它會破壞水純化過程中的水過濾系統。較大的分子會將水純化過濾器堵塞，這種副產物問題可以利用氯化消毒技術來防範，可以分解堵塞的物質。但研究發現有機物質也會經由這種方式形成副產物。

### 潛在的問題
在應用和環境微生物學雜誌上發表一篇論文後有了很重大的突破，它表示證明了水中的有機物質可以經由臭氧引發自由基反應來進行消毒。臭氧具有非常強的氧化能力。當它分解時可以形成羥基，可以和有機物質反應，去解除生物淤積的問題。

### 錯誤的報導
許多水質群體，如北卡羅萊納州州立大學水環境質量小組相信如果有太多有機物質會產生脫氧反應，就是水中含氧被移除。雖然有機物質是由許多碳水化合物和環狀碳鏈構成，它很容易受到氧的攻擊而被影響。形成的每個碳原子都不喜歡被氧附著的原子。
當然也有例外，不同的溫度會產生不同的反應。隨著溫度的升高，不好的反應越容易發生因為在系統中分子也會隨機四處移動的更快。